# Polysulfon
Polysulfon (Kurzzeichen PSU) ist ein amorpher Kunststoff, der als einfachstes, homologes Polysulfon zu den hochtemperaturbeständigen Hochleistungsthermoplasten gezählt wird.

## Geschichte
PSU wurde 1965 von Union Carbide auf den Markt gebracht.

## Herstellung
Polysulfon wird durch Mehrstufen-Polykondensation von Bisphenol A mit 4,4′-Dichlordiphenylsulfon hergestellt.

## Eigenschaften
Polysulfon ist glasklar mit einem leichten Gelbstich und in einem Bereich von −100 bis 190 °C hart, steif und zäh.
Polysulfon besitzt eine hohe Chemikalienbeständigkeit, bei bestimmten Lösemitteln treten aber Spannungsrisse auf. Es ist unbeständig gegen Ketone, Aromaten, chlorierte Kohlenwasserstoffe und polare Lösungsmittel. Es besitzt eine hohe Beständigkeit gegen β-, γ-, Röntgen- und Infrarotstrahlen sowie Durchlässigkeit für Mikrowellen. Durch UV-Strahlen unterhalb von 320 nm wird Polysulfon abgebaut und muss daher für Außenanwendungen gegen UV-Strahlen stabilisiert werden. Hierzu eignen sich Hydroperoxidzersetzer und sterisch gehinderte Amine als Radikalfänger sowie Ruß.
Die Entzündungstemperatur mit Fremdflamme von Polysulfon beträgt 475 °C. Durch die Verbrennung entstehen überwiegend CO2, SO2 und H2O und bei geringer Sauerstoffzufuhr weitere Gase. Flammenausbreitungsgeschwindigkeit und Rauchentwicklung sind gering. Für Baustoffe ist PSU in die Baustoffklasse B2 eingestuft worden. Der Sauerstoffindex nach ISO 4589 beträgt 32 %. Unverstärktes PSU wurde gemäß UL94 in die Klasse V1 eingestuft, verstärktes PSU mit einer Dicke von 3,2 mm erreicht V0.

## Verarbeitung
Da PSU Feuchtigkeit aufnimmt, muss es vor der Verarbeitung bei maximal 160 °C ca. 3 bis 4 Stunden im Vakuum getrocknet werden. Es lässt sich durch Extrusion, Spritzgießen oder Blasformen verarbeiten. Beim Spritzgießen sollte die Massetemperatur zwischen 320 und 380 °C und die Werkzeugtemperatur zwischen 100 und 160 °C liegen. Die Schwindung beträgt 0,4 bis 0,9 %. Bei der Extrusion sollte die Massetemperatur 10 bis 20 °C niedriger liegen. Die Temperatur des Vorformlings beim Blasformen sollte zwischen 300 und 330 °C liegen.
Tafeln und Folien lassen sich durch Thermoformen bearbeiten. Die Umformtemperatur beträgt 270 bis 280 °C. Teile aus PSU kann man lackieren, metallisieren oder spanend bearbeiten. Dabei sollte Wasser als Kühlflüssigkeit verwendet werden, da einige Emulsionen unter Umständen zu Spannungsrissen führen können. Verbinden lassen sich Teile aus PSU durch Schweißen, Vernieten und Kleben, alle bekannten Schweißverfahren sind anwendbar. Zum Verkleben eignen sich Ein- oder Zweikomponentenkleber auf PUR-, Epoxid- oder Siliconbasis sowie Lösemittel wie N-Methyl-2-pyrrolidon, N,N-Dimethylformamid und Dichlormethan. Bei Teilen, die nicht spannungsarm sind, kann es aber zu Spannungsrissen durch diese Lösemittel kommen.

## Verwendung
Polysulfon wird in der Elektrotechnik, Elektronik, im Fahrzeug- und Maschinenbau, für Haushaltsgeräte und in der Medizintechnik eingesetzt, wenn es auf hohe Wärmebeständigkeit bei gleichzeitiger Transparenz ankommt. Es wird aber auch eingefärbt und/oder mit bis zu 30 % Glasfasern verstärkt eingesetzt. Mit Glasfasern werden Elastizitätsmodule bis 10.000 MPa erreicht.

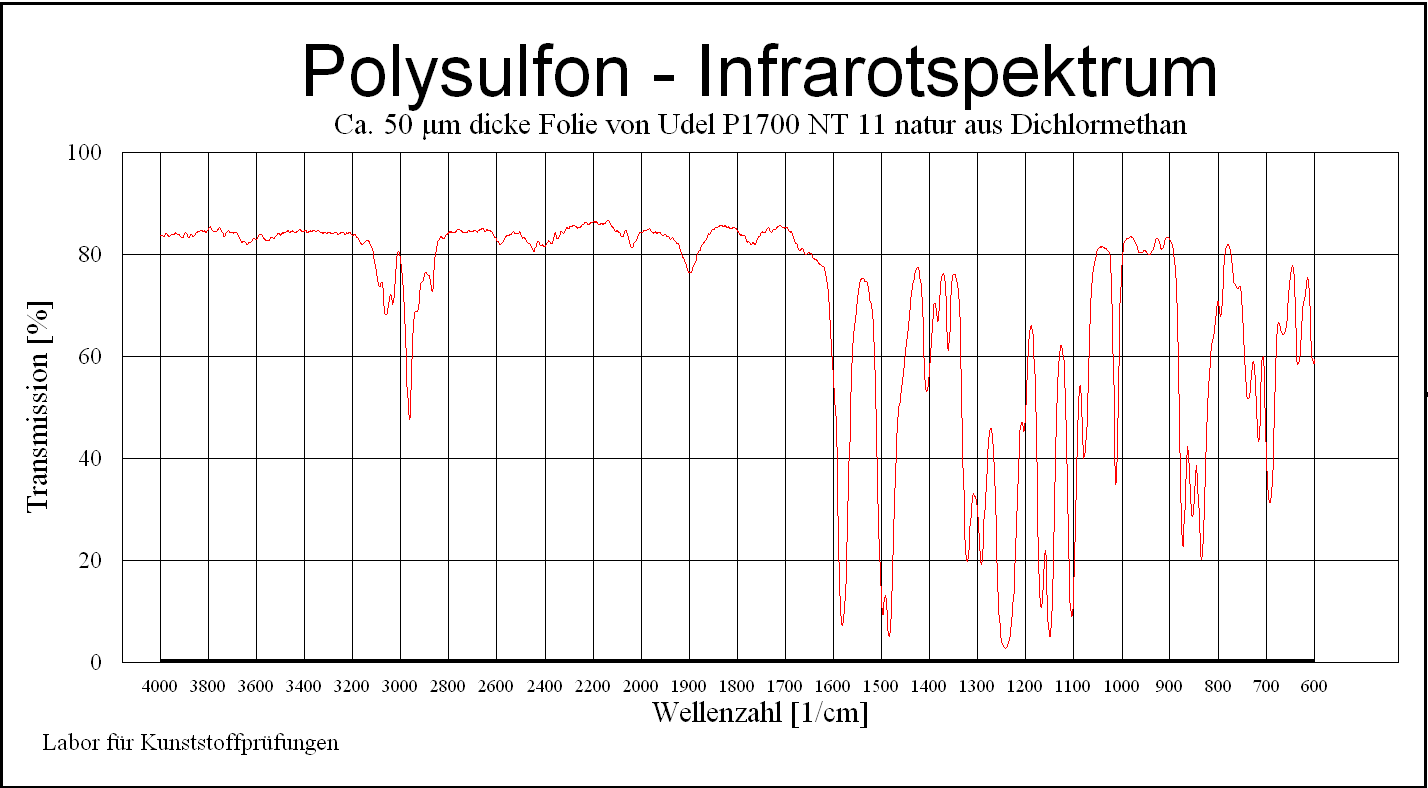
Infrarotspektrum

## Handelsnamen
- Udel (BP-Amoco / Solvay)
- Ultrason S (BASF)

## Normen
- DIN 16839 (Norm-Entwurf, 2009-11) Thermoplastische Werkstoffe für Rohrverbinder – Polysulfon (PSU) – Allgemeine Güteanforderungen, Prüfung
- ASTM D 7474-2008 Standard Practice for Determining Residual Stresses in Extruded or Molded Sulfone Plastic (SP) Parts by Immersion in Various Chemical Reagents
- ASTM F 702a-1998 Polysulfonharz für medizinische Zwecke
- BS 2782-5 Method 540C 30. September 1988 Verfahren zur Prüfung von Kunststoffen – Optische Eigenschaften und Lichtechtheit bei Bewitterung – Bestimmung der UV-Strahlung mittels Polysulfonfilm